# 直布罗陀市政厅
直布罗陀市政厅，位于麥敬濤廣場西端，为旧的直布罗陀政府所在地。目前为直布罗陀首席部长的官邸。
直布罗陀市政厅建于1819年，原为一私人建筑。经过几次转手之后，才成为公共建筑。